# Font dels Vivers
La Font dels Vivers és una font de l'antic terme d'Isona, actualment pertanyent al municipi d'Isona i Conca Dellà. Les seves aigües alimenten el Barranc de la Colomera, que baixa del nord del Turó de la Colomera.
Està situada a 545 m d'altitud, a 1.250 m. a ponent de la vila d'Isona, mesurat des del seu cementiri, que queda exactament davant de la font. És a uns 300 metres al nord-est del Pont dels Vivers, de l'antiga carretera de Ponts, que ara serveix només per al trànsit local.